# Reina (Badajoz)
Reina je španělská obec situovaná v provincii Badajoz (autonomní společenství Extremadura).

## Poloha
Obec je vzdálena 9,3 km od města Llerena, 108 km od Méridy a 126 km od města Badajoz. Patří do okresu Campiña Sur a soudního okresu Llerena. Obcí prochází silnice EX-200.

## Historie
V roce 1594 tvořila obec část provincie León de la Orden de Santiago a čítala 174 obyvatel. V roce 1834 se obec stává součástí soudního okresu Llerena. V roce 1842 čítala obec 115 usedlostí a 430 obyvatel.

## Odkazy

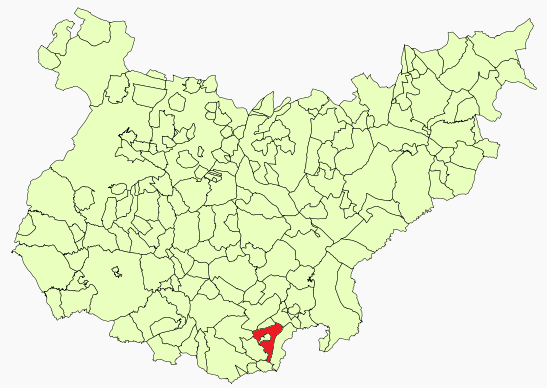
Poloha obce v provincii Badajoz

## Demografie
| Populace obce Reina z let (1842–2010) | Populace obce Reina z let (1842–2010) | Populace obce Reina z let (1842–2010) | Populace obce Reina z let (1842–2010) | Populace obce Reina z let (1842–2010) | Populace obce Reina z let (1842–2010) | Populace obce Reina z let (1842–2010) | Populace obce Reina z let (1842–2010) | Populace obce Reina z let (1842–2010) | Populace obce Reina z let (1842–2010) | Populace obce Reina z let (1842–2010) | Populace obce Reina z let (1842–2010) | Populace obce Reina z let (1842–2010) | Populace obce Reina z let (1842–2010) | Populace obce Reina z let (1842–2010) | Populace obce Reina z let (1842–2010) | Populace obce Reina z let (1842–2010) | Populace obce Reina z let (1842–2010) |
| ------------------------------------- | ------------------------------------- | ------------------------------------- | ------------------------------------- | ------------------------------------- | ------------------------------------- | ------------------------------------- | ------------------------------------- | ------------------------------------- | ------------------------------------- | ------------------------------------- | ------------------------------------- | ------------------------------------- | ------------------------------------- | ------------------------------------- | ------------------------------------- | ------------------------------------- | ------------------------------------- |
| 1842                                  | 1857                                  | 1860                                  | 1877                                  | 1887                                  | 1897                                  | 1900                                  | 1910                                  | 1920                                  | 1930                                  | 1940                                  | 1950                                  | 1960                                  | 1970                                  | 1981                                  | 1991                                  | 2001                                  | 2010                                  |
| 430                                   | 657                                   | 690                                   | 666                                   | 644                                   | 766                                   | 852                                   | 866                                   | 857                                   | 970                                   | 903                                   | 798                                   | 850                                   | 511                                   | 291                                   | 246                                   | 219                                   | 205                                   |